# Sauvagesia tafelbergensis
Sauvagesia tafelbergensis är en tvåhjärtbladig växtart som beskrevs av C. Sastre. Sauvagesia tafelbergensis ingår i släktet Sauvagesia och familjen Ochnaceae. Inga underarter finns listade i Catalogue of Life.